# 德化黑鸡
德化黑鸡是福建省德化县的家鸡品种，为中国地理标志产品。
德化黑鸡的毛、皮、肉和内脏均为黑色，有黑冠和红冠两个品系。德化黑鸡全身羽毛深黑，颈羽、主翼羽、背羽和尾羽并带独有的墨绿色金属光泽。福建省发布有地方标准《地理标志产品 德化黑鸡》。